# Маген
Маген (івр. מגן, букв. "Щит") — кібуц на півдні Ізраїлю. Розташований у північно-західній пустелі Негев, неподалік від кордону з Сектором Газа, та охоплює 8500 дунамів. Підпадає під юрисдикцію регіональної ради Ешколь. У 2021 році тут проживало 537 осіб.